# Чеченська автономна область
Чеченська автономна область (Чеченська АО, чеч. Нохчийн автономин область) — адміністративно-територіальна одиниця РРФСР, що існувала з 30 листопада 1922 по 15 січня 1934 .
Адміністративний центр — місто Грозний.

## Історія
Чеченська автономна область була утворена 30 листопада 1922 з Чеченського національного округу Горської АРСР. Центром області було призначено місто Грозний, що не входив до складу області і мало статус автономного міста.
З 17 жовтня 1924 Чеченська АО у складі Північно-Кавказького краю. У 1927 році до складу Чеченської АО був включено район Аллаго, що до цього входив до складу Грузії і населений вайнахськими народностями — кістінці, малхістинці і майстинці. 4 лютого 1929 до Чеченської АО була приєднана територія скасованого Сунженського козацького округу, до складу Чеченської АО також офіційно увійшло місто Грозний.
Під час колективізації в Чеченській АО спалахнуло антирадянське повстання, у придушенні якого в лютому-березні 1932 брала участь 28-а гірськострілецька дивізія РСЧА .
15 січня 1934 Чеченська АО була об'єднана з Інгуською АО в одну Чечено-Інгуську АО у складі Північно-Кавказького краю.

## Національний склад[1]
| Національність | Населення, осіб | Кіл-сть % |
| -------------- | --------------- | --------- |
| Чеченці        | 291 259         | 94,0      |
| Росіяни        | 9 122           | 2,9       |
| Аварці         | 2 793           | 0,9       |
| Кумики         | 2 130           | 0,7       |

## Адміністративний поділ[2]
Спочатку область мала поділ на 5 районів: Грозненський, Надтеречний (с. Нижній Наур), Урус-Мартановський, Шалінський, Шатоївський.
Станом на 1932 до складу області входили 1 місто, виділене в самостійну адміністративно-господарську одиницю,
- Грозний

і 12 районів:
1. Веденський — с. Ведено
2. Галанчозький район — с. Галанчож
3. Гудермеський — с. Гудермес
4. Ітум-Калінський — с. Ітум-Кале
5. Надтеречний — с. Нижній Наур
6. Ножай-Юртовський — с. Ножай-Юрт
7. Петропавлівський район — с. Петропавлівське
8. Сунженський — ст-ця Слепцовська
9. Урус-Мартановский — с. Урус-Мартан
10. Шалінський — с. Шалі
11. Шаро-Чеберлоївський — с. Дай
12. Шатоївський — сел. Шатой

## Ресурси Інтернету
- Административно-территориальное деление РСФСР [Архівовано 26 січня 2012 у Wayback Machine.]
- Административные преобразования в Чеченской Республике